# Colli (mobili)
La ditta Colli è stata una ditta che produceva mobili, fondata a Torino nella prima metà dell'Ottocento e in attività fino agli anni ottanta del Novecento.

## Storia
La ditta venne fondata a Torino nel 1850, come un laboratorio che eseguiva ricami per i rivestimenti di poltrone e divani. La manifattura collaborava con la ditta "Martinotti e C.ia fabbricante di mobili", di Giuseppe e poi Luigi Martinotti, la quale fin dal 1831 produceva mobili di lusso in stile e dalla fine del secolo nel più aggiornato stile liberty.
Alla morte di Federico Martinotti l'ultimo discendente maschio della famiglia, negli anni venti, la vedova cedette l'attività a Teresa e Maria Colli e le due ditte si riunirono, assumendo la denominazione "Colli dal 1831" (con la data che si riferiva alla fondazione della ditta Martinotti). In seguito entrò nell'azienda di famiglia anche Pier Luigi Colli (1895-1968), fratello più giovane delle due titolari, che aveva frequentato a Parigi i corsi dell'École des arts décoratifs.
Pier Luigi Colli, grazie alle relazioni strette a Parigi, importò a Torino i vetri di Lalique e le lampade déco di Jean Perzel. La ditta si occupò dell'allestimento del treno reale, costruito dalla Fiat Ferroviaria e l'ufficio tecnico, guidato da Pier Luigi Colli, disegnò e produsse le sedute dell'aula magna dell'Università di Torino e l'arredo della sede torinese della Banca d'Italia e della prefettura. Oltre ai mobili, la ditta produceva ricami per rivestimenti e tendaggi, tappeti, lampade con vetri Seguso, serramenti e maniglie delle porte.
La ditta realizzava inoltre opere progettate da architetti esterni: Gio Ponti (pareti divisorie e i serramenti della sede torinese della Vembi), Giovanni Gariboldi (arredi per lo show-room della Richard Ginori di Roma), Carlo Mollino (corrimano dell'auditorium RAI e serramenti del Teatro regio), Domenico Morelli (arredo del grattacielo Rai); Gabetti e Isola (arredi neoliberty della Borsa valori) Aldo Morbelli (arredi della gioielleria Fasano in via Roma a Torino).
Nel momento di maggior successo vennero aperte filiali a Milano (corso Matteotti) e a Roma (piazza di Spagna), che rimasero attive fino agli anni cinquanta.
Alla morte di Pier Luigi Colli, gli successe la figlia Claudia che proseguì l'attività con una produzione seriale di alta qualità sotto la direzione artistica dell'architetto e designer Giorgio De Ferrari, fino alla chiusura negli anni ottanta.
L'archivio dell'azienda comprendente fotografie, disegni, progetti ed anche documenti confluiti dalla precedente ditta Martinotti è curato dall'architetto Davide Alaimo. Parte dei progetti è stata depositata presso l'Archivio di Stato di Torino, fondo Pier Luigi Colli.